# Actes de Thomas
Ne doit pas être confondu avec Évangile selon Thomas, Livre de Thomas ou Évangile de l'enfance de Thomas.
Les Actes de Thomas sont un texte chrétien antique relatant les voyages missionnaires de l'apôtre Thomas dans une partie de sa prédication au royaume indo-parthe du Taxila.

## Contenu
Il s'agit d'un apocryphe qui relate la vie du disciple du Christ, Thomas, à partir du moment où, les apôtres s'étant partagé les contrées à évangéliser par tirage au sort, il lui échut l'Inde. Il y gagnera la confiance du roi Goudnaphar (Gondopharès Ier) et y accomplira de nombreux prodiges. Le récit se termine par son martyre, décidé par le roi Mazdaï, suivi d'une apparition posthume.
Le texte semble être le résultat d'une élaboration complexe. Les hérésiologues chrétiens y détectent des « déviations » gnostiques et encratistes. Il témoigne d'une certaine connaissance de l'Inde sans que l'on puisse confirmer ni infirmer la réalité de la fondation par Thomas de l'Église du Kerala dont celle-ci se prévaut.

## Transmission
De façon tout à fait exceptionnelle pour un texte qualifié d'hérétique, déclaré apocryphe dès le VIe siècle et figurant sur certains décrets ordonnant sa destruction, il nous est parvenu intégralement et en bon état dans plusieurs manuscrits rédigés soit en grec, soit en syriaque (un dialecte de l'araméen). Celle-ci est sûrement l'original, rédigé dans la première moitié du IIIe siècle dans la région d'Édesse, par un rédacteur de langue syriaque. La version grecque, presque aussi ancienne, est reproduite dans plusieurs manuscrits ; on en possède une traduction arménienne, une autre éthiopienne et des traductions latines.
Le récit des « Actes de Thomas » a servi de base à l'histoire de Thomas que l'on trouve dans l'Histoire des combats des apôtres, un ouvrage qui retrace les missions et la mort de la plupart des apôtres, attribué à Abdias, premier évêque présumé de Babylone.